# Interstate 88 (west)
I-88 eller Interstate 88 (ej att förväxla med I-88 (E)) är en amerikansk väg, Interstate Highway.

## Delstater vägen går igenom
- Illinois